# Emil von Schoenaich-Carolath

Emil von Schoenaich-Carolath

Emil von Schoenaich-Carolath

Emil von Schoenaich-Carolath

Emil Rudolf Osman Prinz von Schoenaich-Carolath-Schilden (auch: Der Dichterprinz aus der Haseldorfer Marsch, * 8. April 1852 in Breslau, Schlesien, (heute Wrocław, Polen); † 30. April 1908 auf Gut Haseldorf, Holstein, Deutschland) war ein deutscher Gutsherr, Lyriker und Novellist.

## Leben
Prinz Emil von Schoenaich-Carolath-Schilden wurde am 8. April 1852 als Sohn von Prinz Karl von Schoenaich-Carolath und dessen Frau Emilie von Oppen-Schilden in Breslau geboren. Nach dem Besuch des Gymnasiums in Wiesbaden ging er nach Zürich und studierte dort 1870/71 Literatur- und Kunstgeschichte. Anschließend trat er in das Dragonerregiment in Colmar ein, wo er als Leutnant bis 1874 diente. Die folgenden Jahre verbrachte er meist auf Reisen u. a. nach Rom und Ägypten. 1887 heiratete er Katharina von Knorring und lebte auf seinen Schlössern in Haseldorf/Holstein und Palsgaard/Dänemark. Das Paar hatte zwei Söhne und vier Töchter.
Seine literarische Begeisterung wurde bereits im Elternhaus geweckt, vor allem durch seine Mutter, und durch den Kontakt der Familie zu dem ebenfalls aus Breslau stammenden Schriftsteller Karl von Holtei. Als Dichter gehört er zur Neuromantik. Seine frühen Gedichte waren von einer düsteren Stimmung bestimmt. In späteren Werken, zu denen auch Erzählungen und Novellen zählten, griff er religiöse und ethische Themen auf und wies auf Missstände hin. Von Schoenaich-Carolath trat auch als Förderer anderer Schriftsteller hervor, so unterstützte er Rainer Maria Rilke, Karl Bienenstein und Detlev von Liliencron.
Prinz Emil von Schoenaich-Carolath starb am 30. April 1908 auf Schloss Haseldorf an den Folgen eines Nierenleidens und wurde auf dem Friedhof der Kirche St. Gabriel beerdigt.

## Werke (Auswahl)
- Lieder an eine Verlorene. Hallberger, Stuttgart u. Leipzig 1878 (Digitalisat bei Google Books)
- Thauwasser. Eine Novelle, 1881
  - Translated into English by Margaret Symonds: Melting Snows. Dodd, Mead & Co., New York 1895 (Digitalisat bei Google Books)
- Dichtungen. Göschen, Stuttgart 1883 (Digitalisat der 3., stark vermehrten Auflage von 1897 bei Google Books; Digitalisat der 7. Auflage von 1903 im Internet Archive)
- Geschichten aus Moll. Erzählungen, 1884
- Tasso’s erste Liebe: dramatisches Gedicht. Adler, Hamburg 1886 (Digitalisat bei Google Books)
- Bürgerlicher Tod. Novelle, 1894
- Der Freiherr. Regulus. Der Heiland der Tiere. Novellen, 1896
- Gedichte, 1903
- Lichtlein sind wir. Die Kiesgrube. Die Wildgänse. Novellen, 1903

Werkausgaben
- Gesammelte Werke von Prinz Emil von Schönaich-Carolath. 7 Bände. Göschen, Leipzig 1907
  - Bd. 1: Dichtungen I (Digitalisat im Internet Archive)
  - Bd. 2: Dichtungen II (Digitalisat im Internet Archive)
  - Bd. 3: Gedichte (Digitalisat im Internet Archive)
  - Bd. 4: Tauwasser (Digitalisat im Internet Archive)
  - Bd. 5: Geschichten aus Moll (Digitalisat im Internet Archive)
  - Bd. 6: Der Freiherr. Regulus. Der Heiland der Tiere (Digitalisat im Internet Archive)
  - Bd. 7: Bürgerlicher Tod. Lichtlein sind wir. Des Bettlers Weihnachtsgabe. Die Kiesgrube. Die Wildgänse (Digitalisat im Internet Archive)
  - Auswahlband: Fern ragt ein Land. Eine Auswahl aus den Dichtungen
- Werke. Herausgegeben von Carsten Dürkob. Igel, Paderborn 1995
  - Bd. 1: Erzählungen 1884–1903. ISBN 3-89621-001-7.
  - Bd. 2: Gedichte 1878–1908. ISBN 3-89621-045-9.

## Vertonte Gedichte
(Ergänzungen zu den auf deutscheslied.com und im IMSLP aufgelisteten, siehe Weblinks)
- Eugen Lasch: Der betrübte Landsknecht („Das Land durchströmt der Regen“), Lied für Männerchor (1910)
- Hans Sommer: Desdemona (Sonett, 1897, S. 246.), Lied für Mezzosopran und Klavier[3]